# Leo Zulueta

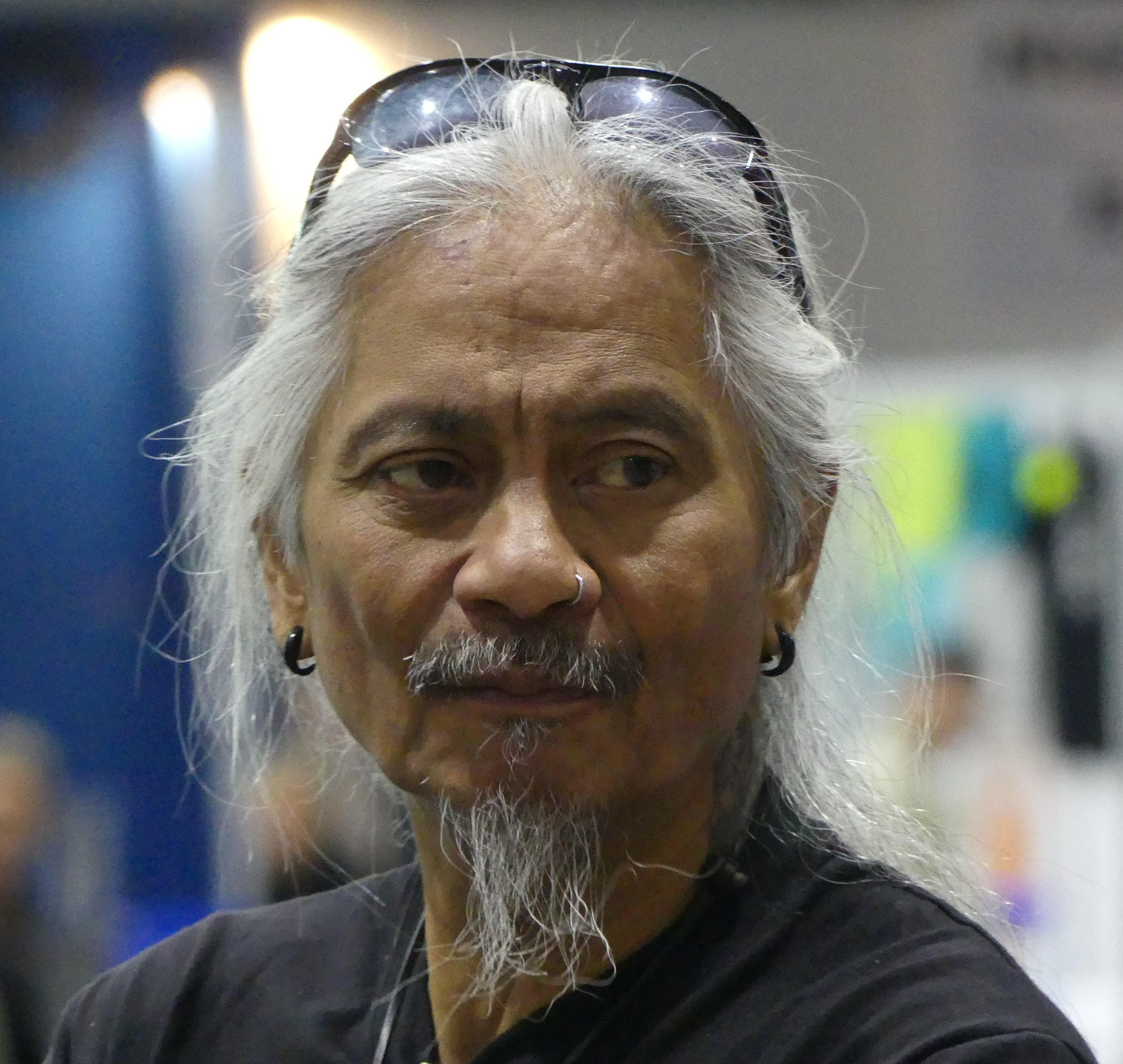
Leo Zulueta auf der Kaiserstadt Tattoo Expo 2019 in Aachen

Leo Zulueta (* 1952) ist ein amerikanischer Tattoo-Künstler. Er ist bekannt als der „Vater der modernen Tribal-Tätowierung“. „Leo Zulueta ist ein Pionier dessen, was allgemein als Tribal Tattooing bezeichnet wird, einem Trend der zeitgenössischen Tattoo-Szene, der sich in den späten 1970er Jahren in den Vereinigten Staaten etabliert hat.“

## Leben
Leo Zulueta wurde 1952 in einem Marinekrankenhaus in Bethesda in eine römisch-katholische philippinische Familie geboren. Zulueta verbrachte seine ersten Jahre auf der Insel Oahu in Hawaii und in San Diego. Er besuchte 1970 das San Diego State College, wo er Kunsthandwerk studierte.
In den 1970er Jahren begann er, die traditionelle borneanische Tätowierung zu erforschen. 1976 traf er den Tätowierer Don Ed Hardy, der ihn zum Tätowieren ermutigte und ausbildete. 1981 begann Zulueta professionell zu tätowieren.
1989 wurde er in der RE/Search-Publikation Modern Primitives vorgestellt. 1992 gründete Zulueta das Black Wave Tattoo in Los Angeles, Kalifornien, das er 2000 verkaufte. Im Jahr 2017 zeigte das Grand Rapids Art Museum in Michigan die Ausstellung “Black Waves: The Tattoo Art of Leo Zulueta”; die Ausstellung wurde  kuratiert von Ron Platt.

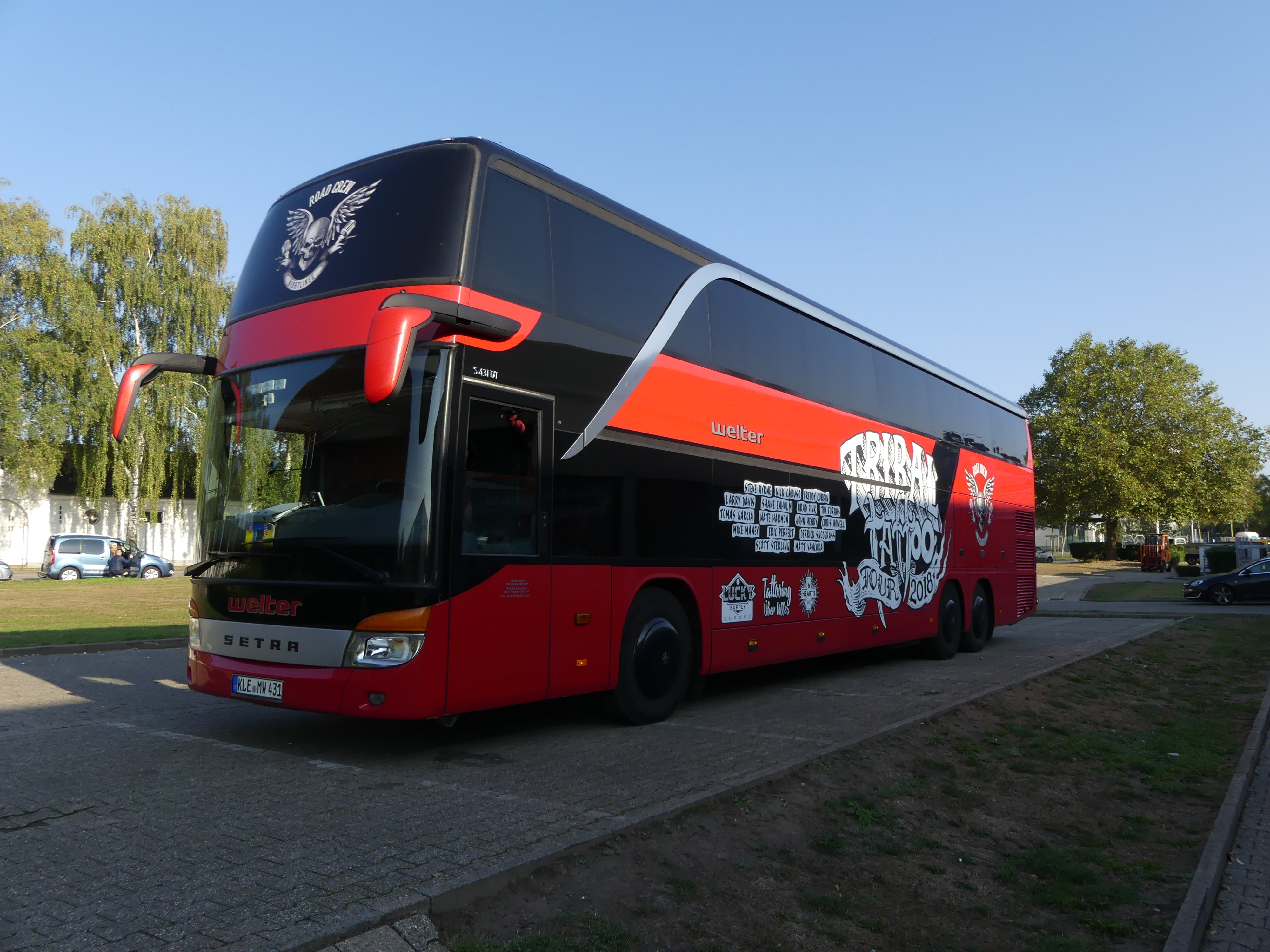
TTT Bus auf der Kaiserstadt Tattoo Expo 2018 in Aachen

Im September 2019 nahm Zulueta an der zweiten Tribal Tattoo Tour Europa teil. Die Tour führte von Amsterdam über Antwerpen, Forchheim, Luzern, Verona, Rom, Triest, Wien, Leipzig nach Aachen, wo sie auf der Kaiserstadt Tattoo Expo 2019 endete.

## Ausstellungen
- 2017: Black Waves: The Tattoo Art of Leo Zulueta im Grand Rapids Art Museum.[8][9]

## Werke
- The Art Of Tattoo. CreateSpace Independent Publishing 2012, ISBN 1-477-5039-19.